# Coeligena iris
O inca-arco-íris (Coeligena iris) é uma espécie de ave da família Trochilidae (beija-flores).
Pode ser encontrada nos seguintes países: Equador e Peru.
Os seus habitats naturais são: regiões subtropicais ou tropicais húmidas de alta altitude, matagal tropical ou subtropical de alta altitude e florestas secundárias altamente degradadas.